# П'ятихатська сільська рада (Красногвардійський район)
П'ятиха́тська сільська́ ра́да — адміністративно-територіальна одиниця та орган місцевого самоврядування у Красногвардійському районі Автономної Республіки Крим. Адміністративний центр — село П'ятихатка.

## Загальні відомості
- Населення ради: 3 405 осіб (станом на 2001 рік)

## Населені пункти
Сільській раді підпорядковані населені пункти:
- с. П'ятихатка
- с. Азов
- с. Зарічне
- с. Менделєєве
- с. Салгирка
- с. Холмове

## Склад ради
Рада складається з 20 депутатів та голови.
- Голова ради: Дмитрієва Інна Іллівна
- Секретар ради: Ніколаєнко Надія Петрівна

### Керівний склад попередніх скликань
| Прізвище, ім'я, по батькові | Основні відомості                                                                       | Дата обрання | Дата звільнення |
| --------------------------- | --------------------------------------------------------------------------------------- | ------------ | --------------- |
| Нестеренко Наталя Петрівна  | Сільський голова, 1963 року народження, член Комуністичної партії України               | 26.03.2006   | 31.10.2010      |
| Дмитрієва Інна Іллівна      | Сільський голова, 1975 року народження, освіта середня спеціальна, член Партії регіонів | 31.10.2010   |                 |

Примітка: таблиця складена за даними сайту Верховної Ради України

### Депутати
За результатами місцевих виборів 2010 року депутатами ради стали:

#### За суб'єктами висування
| Суб'єкт висування | Кількість обраних депутатів | %   |
| ----------------- | --------------------------- | --- |
| Самовисування     | 20                          | 100 |

#### За округами
| № округу | Прізвище, ім'я, по батькові   | Дата визнання обраним | Освіта             | Партійна приналежність | Відомості про обраного депутата                         |
| -------- | ----------------------------- | --------------------- | ------------------ | ---------------------- | ------------------------------------------------------- |
| 1        | Темнікова Наталя Сергіївна    | 03.11.2010            | середня            | член Партії регіонів   | студентка                                               |
| 2        | Каракаш Ольга Сергіївна       | 03.11.2010            | середня            | член Партії регіонів   | ПП"Тищенко", продавець-консультант                      |
| 3        | Герасіменко Галина Іванівна   | 03.11.2010            | середня            | член Партії регіонів   | тимчасово не працює                                     |
| 4        | Суворова Тетяна Михайлівна    | 03.11.2010            | середня            | позапартійна           | пенсіонер                                               |
| 5        | Свідовська Галина Анатоліївна | 03.11.2010            | середня            | член Партії регіонів   | тимчасово не працює                                     |
| 6        | Ромашкіна Тетяна Василівна    | 03.11.2010            | середня            | член Партії регіонів   | П'ятихатська загальноосвітня школа I-III ст., охоронець |
| 7        | Варм Лідія Францівна          | 03.11.2010            | середня            | член Партії регіонів   | ПП" Артеменко", продавець                               |
| 8        | Ніколаєнко Надія Петрівна     | 03.11.2010            | вища               | член Партії регіонів   | П'ятихатська сільська рада, землевпорядник              |
| 9        | Гавриляк Олена Петрівна       | 03.11.2010            | середня            | член Партії регіонів   | ПП «Староверова», продавець                             |
| 10       | Чегулова Любов Семенівна      | 03.11.2010            | середня            | член Партії регіонів   | тимчасово не працює                                     |
| 11       | Литвинова Тетяна Леонідівна   | 03.11.2010            | середня            | позапартійна           | тимчасово не працює                                     |
| 12       | Шененко Олена Вікторівна      | 03.11.2010            | вища               | член Партії регіонів   | П'ятихатська сільська рада, секретар                    |
| 13       | Даниленко Наталя Аркадіївна   | 03.11.2010            | середня            | член Партії регіонів   | ПП «Сократ», повар-бармен                               |
| 14       | Соловьйова Ольга Юріївна      | 03.11.2010            | вища               | член Партії регіонів   | тимчасово не працює                                     |
| 15       | Дмитрієва Ольга Вікторівна    | 03.11.2010            | середня спеціальна | позапартійна           | тимчасово не працює                                     |
| 16       | Яблонська Лариса Сергіївна    | 03.11.2010            | середня            | член Партії регіонів   | тимчасово не працює                                     |
| 17       | Устінов Віктор Леонідович     | 03.11.2010            | середня            | член Партії регіонів   | тимчасово не працює                                     |
| 18       | Патик Світлана Олександрівна  | 03.11.2010            | середня            | член Партії регіонів   | тимчасово не працює                                     |
| 19       | Абселямов Еюп Сейтаблайович   | 03.11.2010            | вища               | позапартійний          | тимчасово не працює                                     |
| 20       | Півоваренко Олег Васильович   | 03.11.2010            | середня            | позапартійний          | ПП «Півоваренко», керівник                              |